# Sakoku

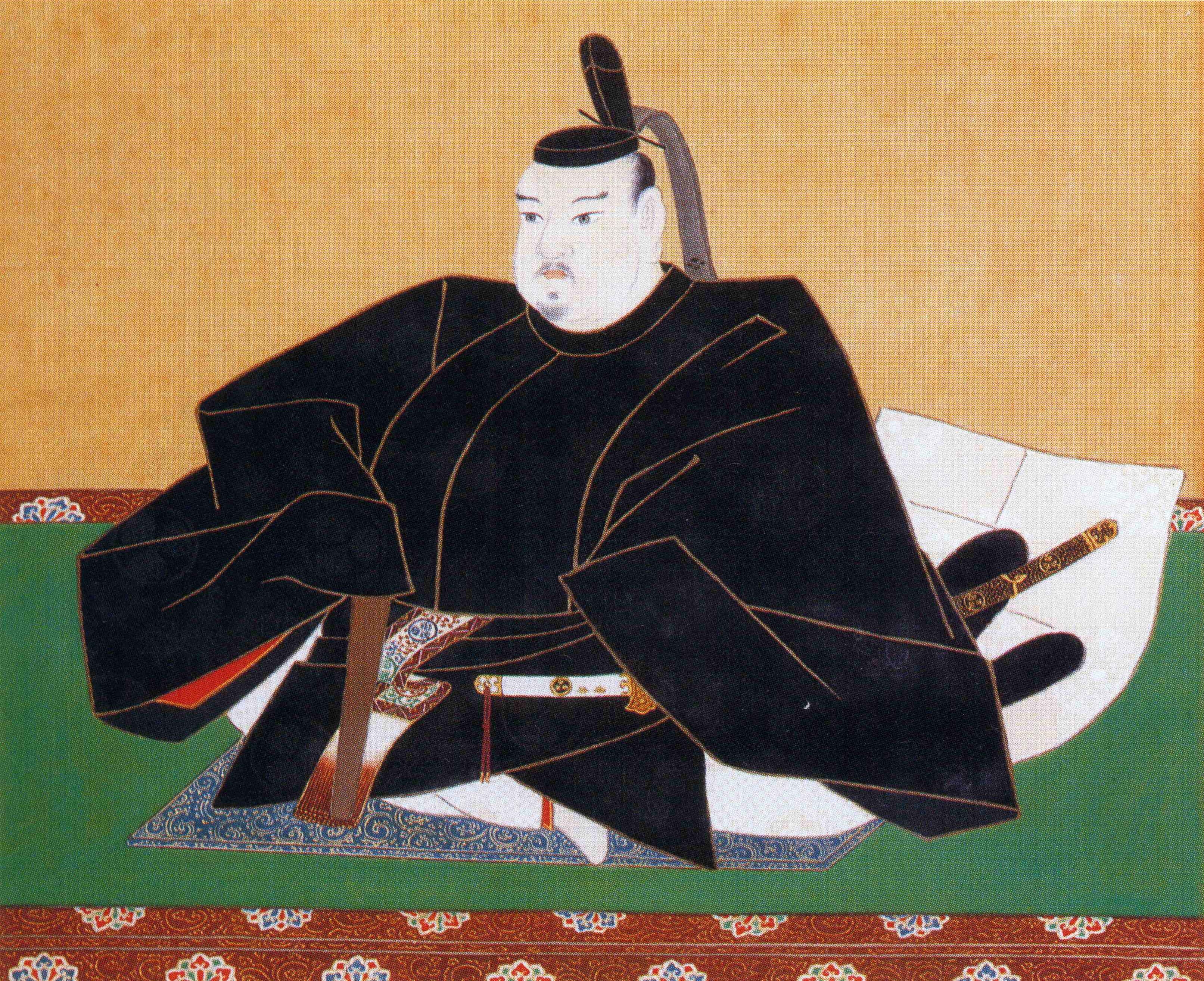
Iemitsu Tokugawa

Sakoku (jap. 鎖国 sakoku; zamknięty kraj, kraj w izolacji) – polityka izolacjonizmu w Japonii, prowadzona przez rządy siogunów z rodu Tokugawa od lat 30. XVII wieku do 1853 roku. 

## Kraj w izolacji
Główne akty prawne, w tym „Edykt o zamknięciu kraju”, wprowadził w 1635 trzeci siogun tego rodu, Iemitsu Tokugawa (1604–1651), który panował w latach 1623–1651. 
Te akty prawne, wprowadzone w latach od 1633 do 1639, zakazały kontaktów z Zachodem i polityka ta była utrzymywana aż do 1853 roku. Wjazd obcokrajowców i wyjazd Japończyków był zabroniony pod groźbą kary śmierci. Dopiero komodor Marynarki Wojennej Stanów Zjednoczonych, Matthew Perry (1794–1858), skłonił władze Japonii do nawiązania kontaktów zagranicznych. Japończycy mogli swobodnie opuszczać kraj dopiero po restauracji Meiji w 1868 roku.
Termin sakoku wywodzi się z pracy pt.: Sakoku-ron (鎖国論), napisanej przez astronoma i tłumacza prac naukowych z języka niderlandzkiego o nazwisku Tadao Shitsuki (1760–1806) w 1801 roku. Shitsuki wymyślił to słowo, tłumacząc prace siedemnastowiecznego niemieckiego podróżnika Engelberta Kaempfera (1651–1716), dotyczące Japonii. Terminem występującym równocześnie i określającym politykę izolacji jest kaikin (海禁, zakaz morski).
Japonia była jednak daleka od całkowitej izolacji podczas trwania praw sakoku. System ten został bowiem wprowadzony głównie pod kątem umożliwienia prowadzenia handlu i wymiany zagranicznej wyłącznie przez siogunat i wyznaczone hany.

## Uzasadnienie izolacji

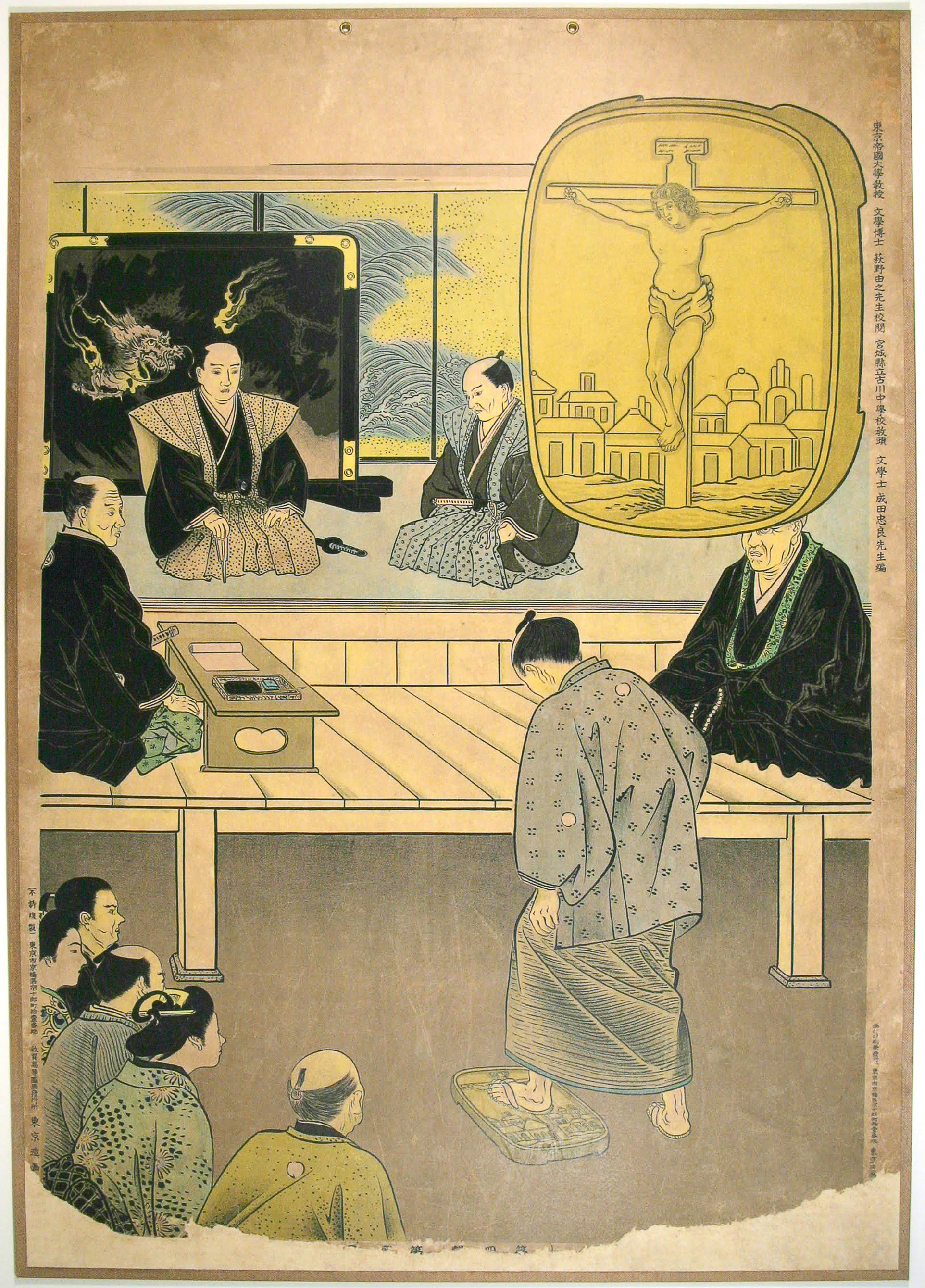
E-fumi („deptanie obrazu” – test lojalności wobec sioguna, polegający na nadepnięciu na podobiznę Jezusa lub Maryi; ujawnieni chrześcijanie, byli torturowani i zabijani

Siogunat Tokugawów (Edo-bakufu) narzucił politykę izolacji z następujących powodów:
- rozszerzających się wpływów hiszpańskich i portugalskich, zagrażających politycznej i gospodarczej stabilizacji władzy i pokoju na wyspach japońskich;
- wzrastającej liczby Japończyków przechodzących na katolicyzm w zachodniej Japonii, głównie na Kiusiu (Kyūshū). Holenderscy kupcy zostali dopuszczeni do handlu w wyniku ich zgody na zakaz prowadzenia pracy misjonarskiej;
- zmonopolizowania przez władze handlu i kontaktów ze światem zewnętrznym nie tylko pod kątem gromadzenia zysków, ale także poznawania dostarczanej przez Holendrów wiedzy naukowej Zachodu i dóbr materialnych, jak np. nowoczesne uzbrojenie (rangaku).

Protestanckie Anglia i Holandia, walcząc o swoje wpływy, wzmacniały te przekonania, oskarżając hiszpańskich i portugalskich misjonarzy o szerzenie katolicyzmu jako wiodącego elementu polityki kolonizowania krajów azjatyckich. Liczba katolików w Japonii rosła w wyniku działalności takich misjonarzy, jak Franciszek Ksawery i przyjmowania nowej religii przez panów feudalnych (daimyō). Bezpośrednią przyczyną wprowadzenia polityki sakoku, było powstanie na półwyspie Shimabara na przełomie lat 1637–1638, w którym wzięło udział ok. 40 tys. głównie chrześcijańskich chłopów i rōninów. W wyniku tego, siogunat oskarżył misjonarzy o podburzanie chłopów do buntu, wygnał ich z kraju i zakazał chrześcijańskich obrzędów pod groźbą śmierci. Japońscy chrześcijanie, którzy pozostali w kraju, głównie w Nagasaki, utworzyli podziemne wspólnoty i zaczęli nazywać siebie kakure-kirishitan.

## Handel w czasiesakoku

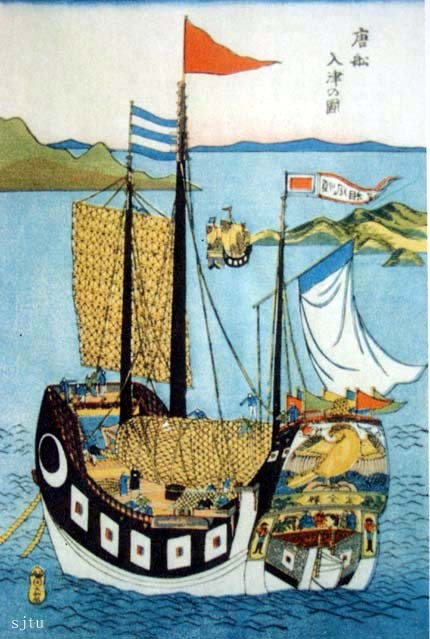
Chińska dżonka w Japonii (drzeworyt ok. 1644–1648)

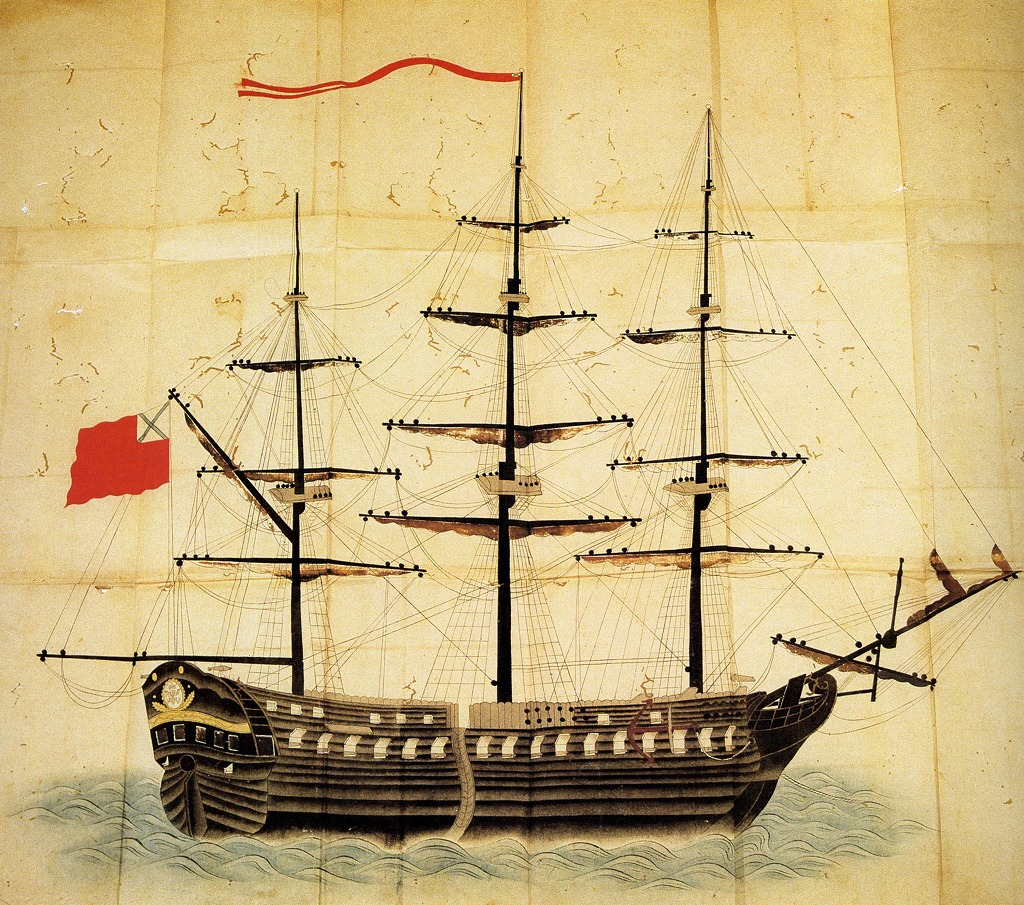
„Diana” Gołownina (ok. 1811)

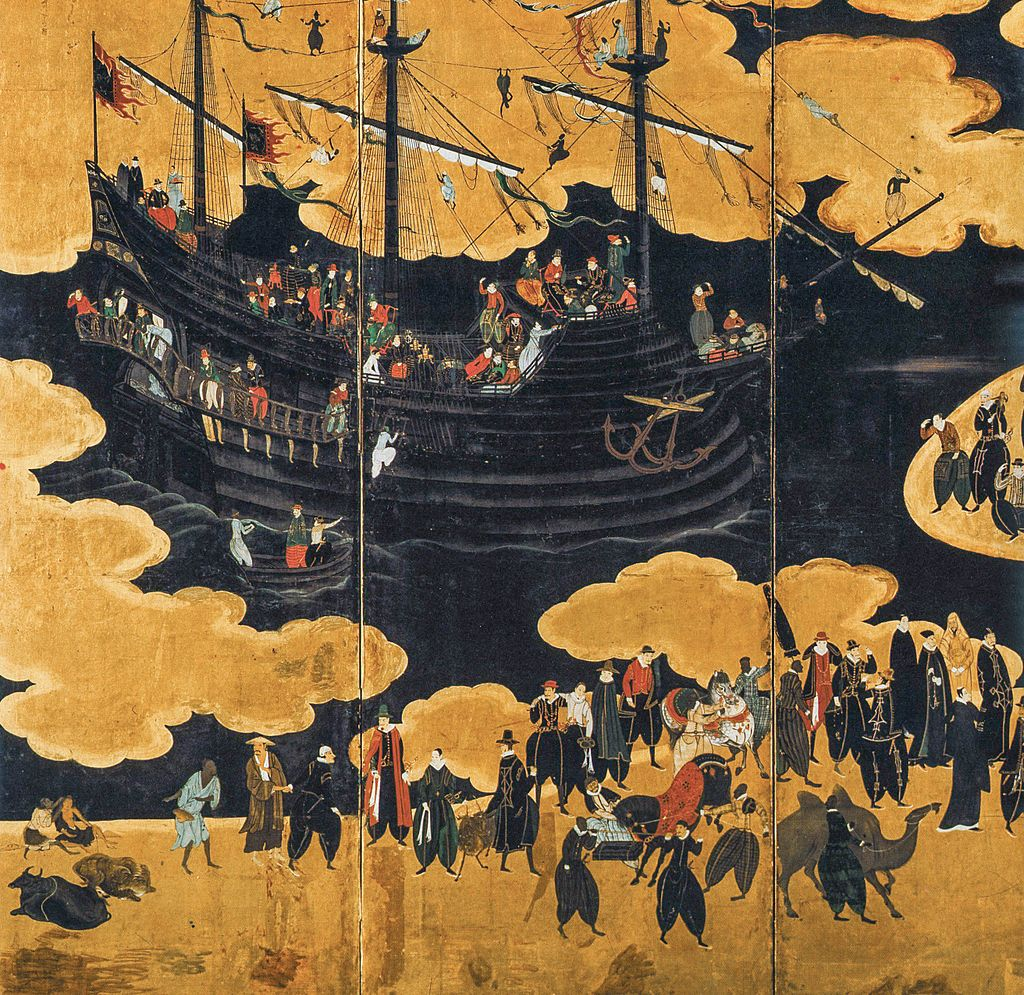
Portugalski „czarny statek” (XVI w.)

W okresie sakoku Japonia prowadziła handel z pięcioma nacjami przez cztery „bramy”.
Prawo stanowiło, że jedynym miejscem dopuszczonym do kontaktów z zachodnimi cudzoziemcami była holenderska faktoria na wysepce Dejima, w zatoce Nagasaki. Bardzo ważny dla Japonii handel z Chinami również był prowadzony przez Nagasaki. 
Handel z dynastią Joseon w Korei był prowadzony przez ród Sō z hanu Tsushima (ob. część prefektury Nagasaki), z Ajnami przez lenno Matsumae na Hokkaido, a z Królestwem Riukiu przez ród Shimazu z Satsumy (obecnie prefektura Kagoshima). 
Według Kazui Tashiro, profesor Uniwersytetu Keiō, handel pomiędzy Japonią a wymienionymi narodami można podzielić na dwie grupy: 
- grupę A stanowiły Chiny i Niderlandy, a kontakty z nimi w Nagasaki podlegały bezpośrednio siogunatowi. Handel polegał głównie na imporcie i odbywał się wyłącznie na sztucznie usypanej wyspie Dejima w zatoce Nagasaki, połączonej ze stałym lądem wąską groblą. Jednak żaden cudzoziemiec nie miał prawa tam zejść na ląd, jak również żaden Japończyk nie mógł wejść na wyspę bez specjalnego zezwolenia;
- handel z grupą B (Królestwo Korei i Królestwo Riukiu), polegający głównie na eksporcie, odbywał się w miastach handlowych poza głównymi wyspami japońskimi, na terenach tych krain. Był prowadzony przez rody feudalne, odpowiedzialne za kontakty z nimi[2]. Poza tymi głównymi kontaktami handlowymi w peryferyjnych prowincjach, wymienione kraje musiały wysyłać swoich wasali do sioguna w Edo, więc gdy emisariusze podróżowali przez kraj, Japończycy mogli mieć styczność z kulturą Zachodu[3].

## Próby zakończenia izolacji
W XVIII i XIX wieku mocarstwa zachodnie wielokrotnie próbowały przerwać izolację Japonii. Floty amerykańska, rosyjska i francuska próbowały na próżno nawiązać stosunki z Japonią.
- 1778 – kupiec z Jakucka, Paweł Lebiediew-Łastoczkin, przybył na Hokkaido z małą ekspedycją, przywiózł podarki i prosił o zgodę na handel, lecz bezowocnie.
- 1787 – na wody japońskie przybył francuski oficer marynarki, odkrywca i naukowiec, Jean-François de La Pérouse (1741–1788), który odwiedził wyspy Riukiu (Ryūkyū, właśc. archipelag Nansei) oraz przepłynął cieśninę Sōya pomiędzy Hokkaido i Sachalinem (jap. Karafuto), która obecnie nosi jego imię.
- 1791 – dwa amerykańskie okręty pod dowództwem kapitana Johna Kendricka zacumowały na wyspie Kii, na południe od półwyspu Kii. Był on pierwszym znanym Amerykaninem, który odwiedził Japonię. Mimo że postawił on amerykańską flagę, informacje o jego pobycie na wyspach nie istnieją.
- 1792 – Adam Laxman (1766–1806?), oficer Imperium Rosyjskiego (jego ojcem był urodzony w Finlandii przyrodnik Eric Laxman), pierwszy rosyjski wysłannik do Japonii, odwiedził miasto portowe Nemuro na Hokkaido z zamiarem nawiązania stosunków handlowych z Japonią. Prośbę jego odrzucono.
- 1797–1809 – wiele amerykańskich okrętów przybywało do Nagasaki pod banderą holenderską na prośbę samych Holendrów, którzy byli zaangażowani w konflikt z Wielką Brytanią w czasie wojen napoleońskich[4].
  - 1797 – amerykański kapitan, William Robert Stewart, upoważniony przez Holendrów z Batavii, przypłynął do Nagasaki okrętem Eliza of New York, przywożąc holenderskie towary.
  - 1803 – William Robert Stewart powrócił na statku The Emperor of Japan, dawniej Eliza of New York, do Nagasaki i próbował bezskutecznie handlu poprzez holenderską faktorię na wysepce Dejima.
  - Inny amerykański kapitan, John Derby, próbował bezskutecznie otworzyć Japonię na handel opium.
- 1804 – rosyjski wysłannik, Nikołaj Riezanow (1764–1807), przypłynął do Nagasaki, legitymując się pozwoleniem uzyskanym przez Laxmana, domagając się wymiany handlowej. Siogunat odrzucił żądania, w wyniku czego Rosjanie zaatakowali Sachalin oraz Wyspy Kurylskie, zmuszając Japończyków do wzmocnienia obrony na północnych terenach Hokkaido (wówczas nazywanego Ezo).
- 1808 – brytyjska fregata HMS Phaeton napadła flotę holenderską na Pacyfiku, wpłynęła do Nagasaki pod holenderską banderą, domagając się uzyskania zgody na dostawy i grożąc użyciem siły.
- 1811 – rosyjski oficer marynarki, Wasylij Gołownin, przeprowadzał hydrograficzny opis Wysp Kurylskich, dowodząc statkiem „Diana”. Gdy zszedł na ląd na wyspie Kunashiri, wraz z dwoma oficerami i czterema marynarzami, został aresztowany za złamanie praw sakoku i przetrzymywany przez dwa lata w więzieniu w pobliżu miasta Matsumae na Hokkaido.
- 1825 – siogunat (bakufu) ustanowił „Edykt o usuwaniu obcych statków”, zobowiązujący władze nadbrzeżnych prowincji do usuwania wszystkich obcych statków z wód japońskich. Rozporządzenie to było wynikiem gwałtów na miejscowej ludności, dokonanej przez załogę angielskiego statku.
- 1830 – Amerykanin Nathaniel Savory (1794–1874), jeden z pierwszych kolonistów, o których się mówi, że osiedlili się na wyspach Bonin (Ogasawara). Został gubernatorem i odgrywał aktywną rolę przed i podczas kolonizacji wysp przez Japonię[5].
- 1837 – amerykański biznesmen z Kantonu, Charles W. King, znalazł możliwość otwarcia handlu z Japonią, próbując przewieźć rozbitków japońskich. Wpłynął do kanału Uraga – łączącego zatokę Edo (ob. Zatokę Tokijską) z Pacyfikiem – nieuzbrojonym amerykańskim statkiem handlowym Morrison. Okręt został wielokrotnie ostrzelany i zatonął.
- 1842 – w następstwie porażek Chin w wojnach opiumowych i wewnętrznych krytyk dotyczących incydentu z Morrisonem, siogunat zawiesił rozkaz zabijania obcokrajowców i wydał prawo pozwalające na dostawy drewna i wody na zagraniczne statki.
- 1844 – francuska wyprawa dowodzona przez kapitana Fornier-Duplana odwiedziła Okinawę. Japończycy odrzucili możliwość handlu, ale na wyspie pozostał wraz z tłumaczem ojciec Forcade.
- 1845 – statek wielorybniczy Manhattan (1843) uratował 22 japońskich marynarzy. Kapitan Mercator Cooper (1803–1872) został wpuszczony do zatoki Edo, gdzie pozostał przez 4 dni, spotykając się z gubernatorem Edo i przedstawicielami cesarza. Wymieniono prezenty i pozwolono odpłynąć, zaznaczając by już nie powracali.
- 20 lipca 1846 – dowódca James Biddle, wysłany przez rząd Stanów Zjednoczonych, aby otworzyć handel, zakotwiczył dwoma statkami w zatoce Edo, w tym jednym uzbrojonym w 72 działa. Jego żądania układu handlowego pozostały bezowocne.
- 24 lipca 1846 – francuski admirał, Jean-Baptiste Cécille (1787–1873), przybył do Nagasaki, lecz jego negocjacje spełzły na niczym. Towarzyszyło mu dwóch księży, którzy nauczyli się japońskiego na Okinawie: ojciec Forcade i ojciec Ko.
- 1848 – Ranald MacDonald (1824–1894) udając rozbitka, dotarł na wulkaniczną wyspę Rishiri, na Morzu Japońskim, u wybrzeży Hokkaido. Został wysłany do Nagasaki, gdzie mieszkał 10 miesięcy i został pierwszym nauczycielem języka angielskiego w Japonii.
- 1848 – kapitan James Glynn wpłynął do Nagasaki i prowadził ostatnie negocjacje ze strony amerykańskiej z „zamkniętą” Japonią. Po powrocie do USA przedstawił Kongresowi swoją opinię, iż negocjacje z Japonią powinny być poparte demonstracją siły. To było początkiem przygotowań dla wyprawy Perry’ego.
- 1849 – do zatoki Edo wpłynął HMS Mariner z królewskiej marynarki, przewodząc wyprawie topograficznej. Uczestniczył w niej wygnaniec, Otokichi Yamamoto, który był tłumaczem. Aby uniknąć problemów z władzami japońskimi, Otokichi podawał się za syna chińskiego biznesmena, który prowadził interesy z Nagasaki i dzięki temu nauczył się japońskiego.

## Koniec izolacji

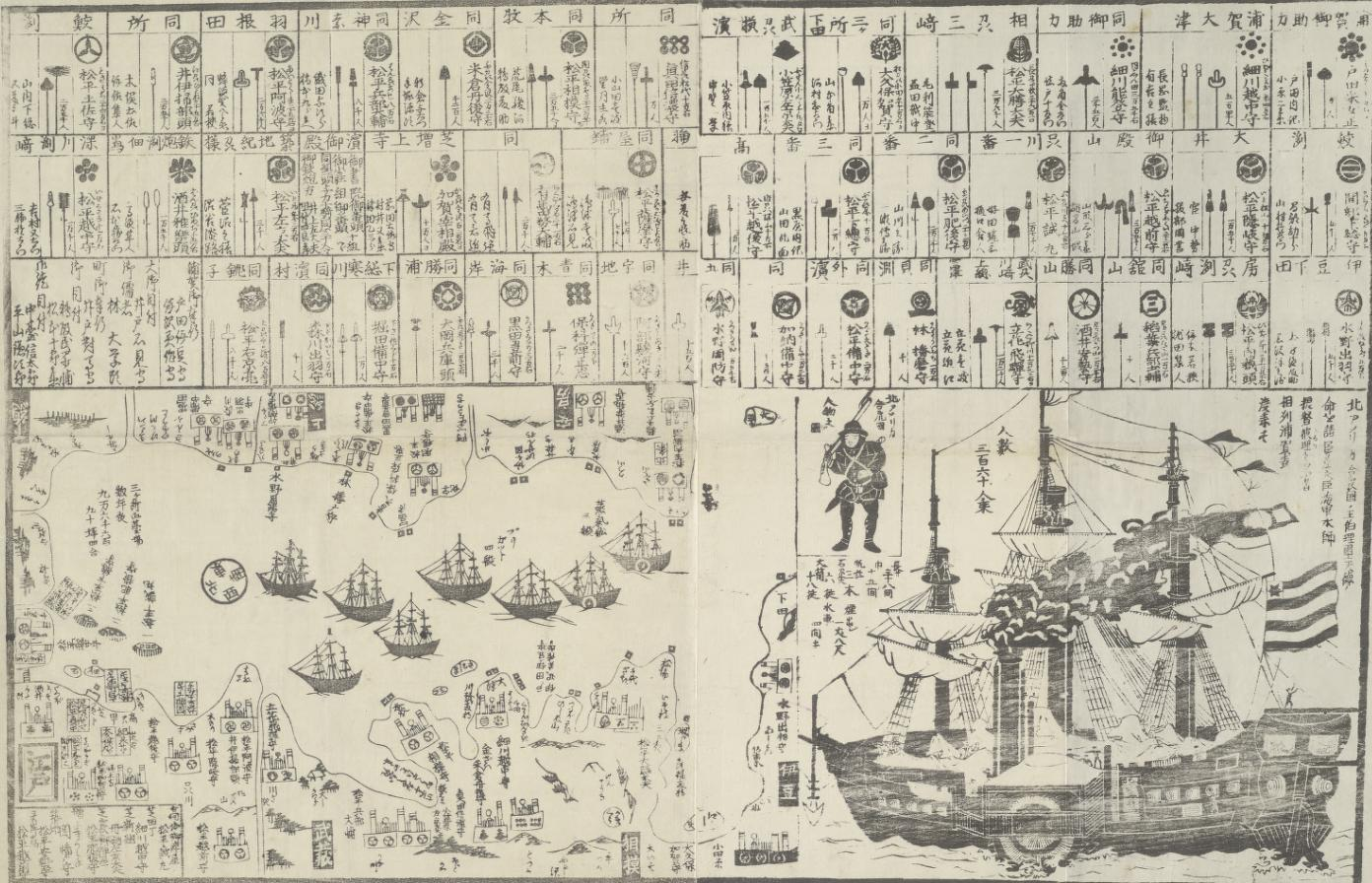
Japońska rycina z 1854 obrazująca wizytę amerykańskiego komodora Perry’ego

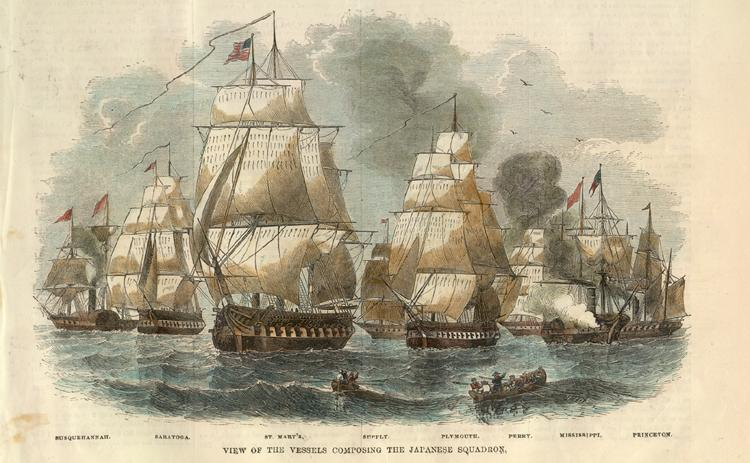
Druga wizyta okrętów Perry’ego

8 lipca 1853 komodor Matthew Perry dowódca marynarki wojennej USA czterema statkami: Mississippi, Plymouth, Saratoga i Susquehanna wpłynął do Zatoki Tokijskiej i zażądał, aby Japonia otworzyła się na handel z Zachodem. Okręty te, podobnie jak wielkie statki państw zachodnich, były nazywane kurofune („czarne statki”)
W następnym roku komodor Perry powrócił z siedmioma okrętami i skłonił sioguna do podpisania w Kannai (ob. dzielnica Jokohamy) „Traktatu o pokoju i przyjaźni pomiędzy Japonią i Stanami Zjednoczonymi”, który formalnie rozpoczął rozwój stosunków dyplomatycznych pomiędzy Japonią i Stanami Zjednoczonymi.
Między 1852 i 1855 admirał Jefim Putiatin (1803–1883) z marynarki rosyjskiej próbował uzyskać dla Rosji korzystne warunki handlu z siogunatem. W lipcu 1853 przywiózł do Nagasaki list od ministra spraw zagranicznych Karla Roberta Nesselrode (1780–1862) i zademonstrował inżynierowi i wynalazcy Hisashige Tanace (1799–1881) silnik parowy, prawdopodobnie pierwszy raz w Japonii. Jego wysiłki doprowadziły do podpisania traktatu w Shimodzie w 1855 roku.
W przeciągu pięciu lat Japonia podpisała podobne traktaty z resztą zachodnich krajów. Jednak traktaty były uważane w Japonii za niekorzystne i podpisane przy użyciu okrętów wojennych jako nacisku. Poza tym Japonię pozbawiono wpływu na taryfy importowe, a wszyscy przybywający zachodni obywatele mieli gwarancję eksterytorialności. Ta sytuacja utrzymywała się aż do końca wieku.

## Misje na Zachód

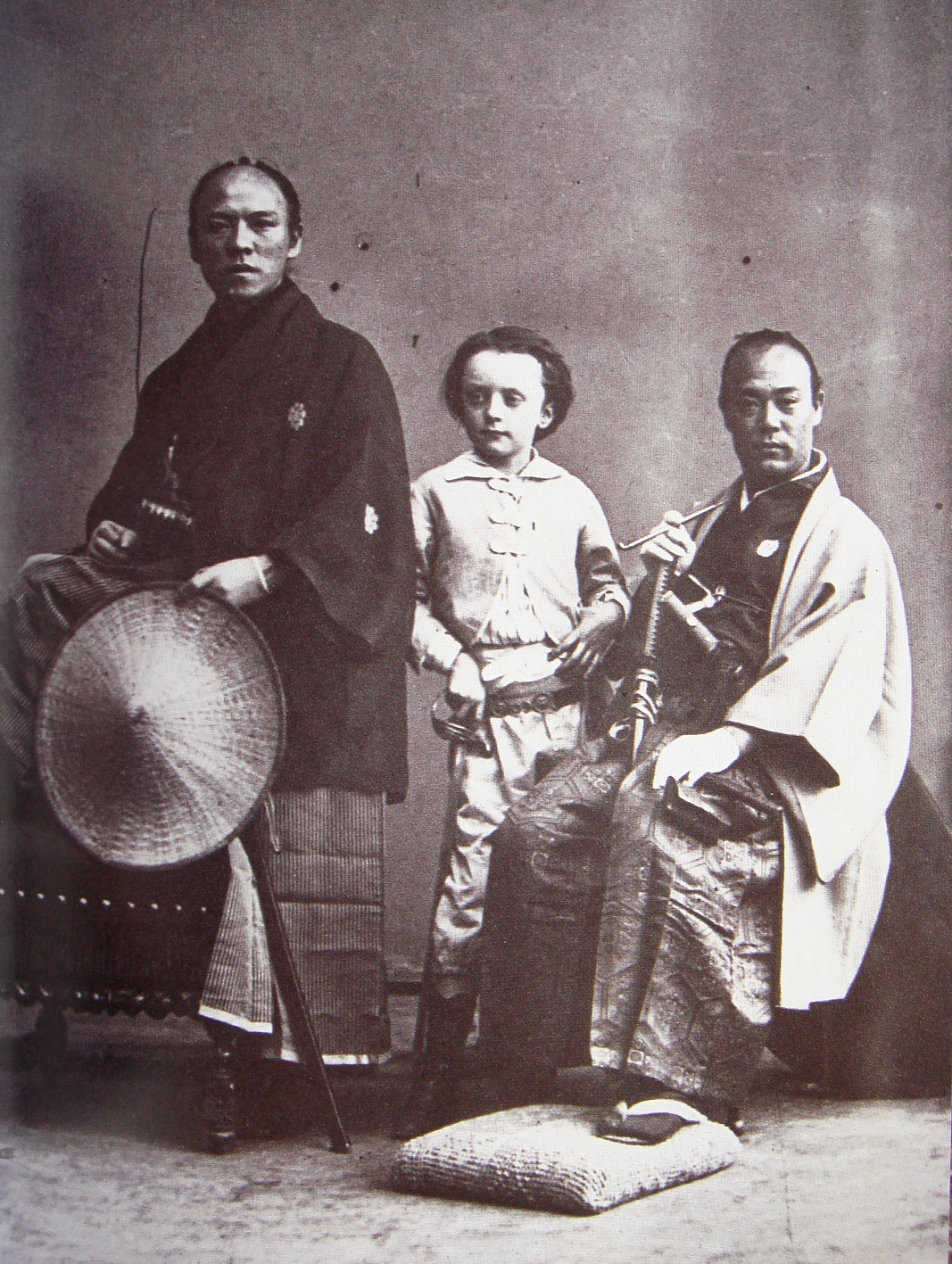
Syn fotografa Nadara (właśc. Gaspard-Félix Tournachon, 1820–1910) z dwoma uczestnikami drugiej misji japońskiej do Europy (misja Ikedy, 1863)

W celu opóźnienia otwarcia portów morskich na handel, poznania Zachodu i ewentualnego zrewidowania traktatów siogunat wysłał m.in. następujące misje:
- w 1860 do Stanów Zjednoczonych na pokładzie okrętu wojennego „Kanrin Maru”;
- w latach 1862 i 1863 do Europy;
- w 1867 na wystawę światową w Paryżu.

Dwie domeny feudalne (hany): Chōshū i Satsuma wysłały swoje delegacje do Europy w sekrecie przed siogunem. Opowiadały się bowiem za przywróceniem realnej władzy cesarza i modernizacją kraju, głosząc hasło: „czcić cesarza, przepędzić barbarzyńców“ (sonnō-jōi) oraz przystępując do ruchu na rzecz obalenia bakufu (tōbaku-undō).